# Vreni Müller-Hemmi

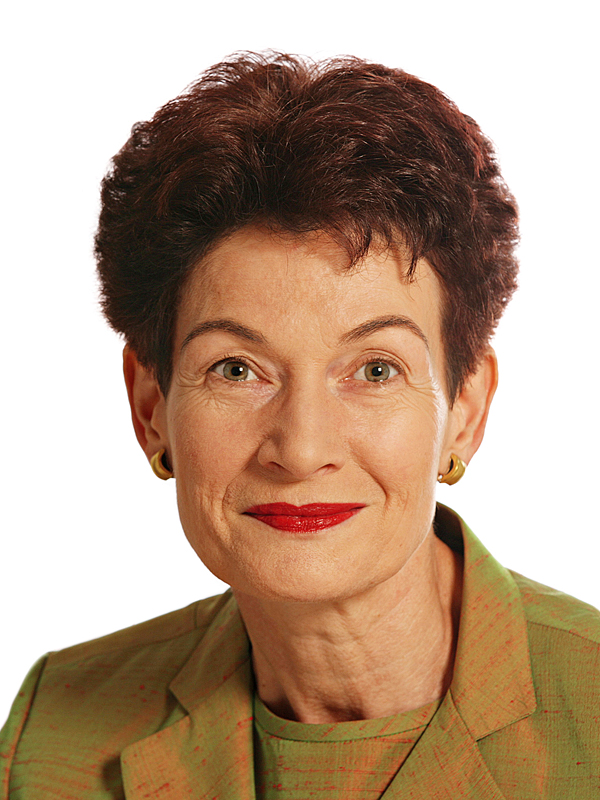
Vreni Müller-Hemmi

Vreni Müller-Hemmi (* 29. März 1951 in Chur; heimatberechtigt in Chur, Churwalden und Schmerikon) ist eine Schweizer Politikerin.
Müller-Hemmi war von 1987 bis 1995 im Zürcher Kantonsrat und von den  Wahlen 1995 bis zu den Wahlen 2007 im Schweizer Nationalrat.
2008 löste sie Rosmarie Zapfl im Komitee der Entwicklungsorganisation Intercooperation ab.
Von 2000 bis 2012 war sie Zentralpräsidentin der Gesellschaft Schweiz-Israel, seit ihrem Rücktritt aus dem Amt ist sie Ehrenpräsidentin.
Bis zu ihrem Austritt aus der Partei im Juli 2011 war sie Mitglied der Sozialdemokratischen Partei der Schweiz.
Müller-Hemmi ist verheiratet und hat zwei Kinder.